# Desmodieae
Desmodieae je tribus (seskupení rodů) čeledi bobovité dvouděložných rostlin. Zahrnuje asi 530 druhů ve 30 rodech a je rozšířen v teplejších oblastech téměř celého světa. Jsou to byliny i dřeviny se složenými listy a motýlovitými květy. Plody bývají charakteristicky článkované. V České republice se jako okrasné dřeviny celkem zřídka pěstují lespedézie a křivočlunek. Rostlina Codyriocalyx motorius je známa pohyby listů viditelnými okem.

## Popis
Zástupci tribu Desmodieae jsou byliny nebo keře, výjimečně stromy nebo liány. Listy jsou zpeřeně trojčetné, zpeřené nebo jednolisté, s palisty. Květy jsou uspořádány v úžlabních nebo vrcholových hroznech či latách, výjimečně ve svazečcích nebo okolících. Kalich je zakončen 4 nebo 5 zuby nebo je dvoupyský. Křídla jsou stejně dlouhá nebo delší než člunek a často jsou srostlá s jeho bází. Tyčinky jsou dvoubratré s jednou tyčinkou volnou nebo jsou srostlé. Plody jsou článkované (někdy tvořené jediným článkem) a nepukavé, řidčeji pukající 2 chlopněmi. Semena většinou nemají míšek.

## Rozšíření
Tribus Desmodieae zahrnuje 30 rodů a asi 530 druhů. Největší rody jsou stužkovec (Desmodium, 275 druhů), křivočlunek (Campylotropis, 37) a lespedézie (Lespedeza, 35 druhů).
Tribus je rozšířen v tropech, subtropech a teplých oblastech mírného pásu téměř celého světa. V květeně Evropy není zastoupen žádným původním druhem. V Severní Americe a východní Asii zasahuje i do chladnějších až subboreálních oblastí.

## Zajímavosti
Asijský druh Codyriocalyx motorius má trojčetné listy a je známý eliptickými pohyby menších postranních lístků, jimiž rostlina optimalizuje příjem světla. Pohyb je viditelný okem.

## Zástupci
- křivočlunek (Campylotropis)
- lespedézie (Lespedeza)
- stužkovec (Desmodium)

## Význam
Některé druhy lespedézií (Lespedeza) a křivočlunků (Campylotropis) a stužkovec Desmodium elegans se pěstují jako okrasné rostliny.
Semena některých druhů rodu Uraria jsou jedlá.
Mnohé druhy tohoto tribu mají využití v medicíně či jako krmivo. V botanických zahradách se jako zajímavost pěstuje bizarně vypadající Christia vespertilionis.

## Přehled rodů
Akschindlium, Alysicarpus, Aphyllodium, Arthroclianthus, Campylotropis, Christia, Codariocalyx, Dendrolobium, Desmodiastrum, Desmodium, Droogmansia, Eleiotis, Hanslia, Hegnera, Hylodesmum, Kummerowia, Leptodesmia, Lespedeza, Mecopus, Melliniella, Monarthrocarpus, Nephrodesmus, Ohwia, Ougeinia, Phyllodium, Pseudarthria, Pycnospora, Tadehagi, Trifidacanthus, Uraria